# Informe de Seguimiento de la Educación Para Todos en el Mundo
El Informe de Seguimiento de la Educación Para Todos en el Mundo es el más exhaustivo informe internacional anual sobre la educación. Está dedicado a medir la progresión hacia los seis objetivos de la Educación para todos que estableció en el 2000 la comunidad internacional. 
En el informe, obra de un equipo independiente de investigación y redacción y publicado por la UNESCO, se describen políticas y estrategias eficaces, se señalan las principales dificultades y oportunidades y se promueve la cooperación internacional en pro de la educación.

## Antecedentes
En 2000, durante el Foro Mundial sobre la Educación de Dakar, 164 países suscribieron el compromiso de alcanzar para 2015 seis objetivos que iban a mejorar sobremanera las oportunidades de aprendizaje de todos los niños, jóvenes y adultos.
Los organismos donantes prometieron que a ningún país realmente comprometido con la realización de esos objetivos le faltarían recursos para lograrlo. Para exigir a gobiernos y donantes que cumplan sus promesas resulta a todas luces indispensable un seguimiento periódico y riguroso. El Informe de seguimiento de la EPT en el mundo nació pues con la voluntad de seguir de cerca la progresión hacia el cumplimiento de los seis objetivos:
1. Extender y mejorar la protección y educación integrales de la primera infancia.
2. Velar por que antes de 2015 todos los niños tengan acceso a una enseñanza primaria gratuita y obligatoria de buena calidad y la terminen.
3. Mejorar las posibilidades de aprendizaje de los jóvenes y los adultos.
4. Aumentar el número de adultos alfabetizados en un 50% para 2015.
5. Lograr antes de 2015 la igualdad entre los sexos en la educación primaria y secundaria.
6. Mejorar todos los aspectos cualitativos de la educación.

Los objetivos 2 y 5 se corresponden con dos de los ocho Objetivos de Desarrollo del Milenio (ODM) de las Naciones Unidas, que apuntan a reducir a la mitad los niveles de pobreza en el mundo para 2015. Los ODM fueron aprobados por 189 países en 2000.

## Objetivos y público destinatario
El Informe de Seguimiento de la Educación Para Todos en el Mundo tiene por objetivo alimentar las políticas de educación y de ayuda al desarrollo, aportando un estudio autorizado y científicamente contrastado de los progresos en la materia y un análisis equilibrado de los principales problemas que afrontan los países. 
Aunque los principales destinatarios de la publicación son los círculos decisorios (ministros, encargados de elaborar políticas, parlamentarios y planificadores de la educación), hay un público más amplio que resulta igualmente crucial: colectivos de la sociedad civil, personal docente, organizaciones no gubernamentales, investigadores universitarios y medios de comunicación. Al facilitar una mejor comprensión de los problemas de la educación, el informe sirve de instrumento para catalizar el debate, el intercambio de conocimientos y el trabajo de sensibilización.

## Administración y financiación
Los seis objetivos de la Educación para todos son el resultado de un acuerdo colectivo. Por ello el Informe de Seguimiento de la Educación Para Todos en el Mundo, lejos de representar la voz de una organización, es un proyecto internacional que sigue de cerca la actuación de gobiernos, entidades de la sociedad civil, donantes bilaterales y organismos internacionales.
La Junta Asesora del informe, fiel exponente de este espíritu de colaboración, incluye a representantes de todas esas instancias clave. La Junta se reúne una vez al año para reflexionar sobre el alcance y contenido del informe que está en preparación y ofrecer asesoramiento para su elaboración.
Los informes, cada uno de los cuales representa entre 12 y 18 meses de preparación, se basan en las investigaciones y conocimientos técnicos de gobiernos, ONG, organismos bilaterales y multilaterales, institutos de la UNESCO y centros de investigación. Los artículos de investigación que se encargan especialmente para el proyecto se publican después en el sitio web del informe.
El informe se presenta a la directora general de la UNESCO y después se somete al examen del Grupo de Alto Nivel sobre Educación para Todos, órgano de 24 miembros formado por ministros y representantes de donantes, organismos de las Naciones Unidas y organizaciones no gubernamentales. 
El informe se publica íntegro en las seis lenguas de trabajo de las Naciones Unidas (árabe, chino, español, inglés, francés y ruso) y resumido en otros muchos idiomas, de tal manera que sus mensajes y conclusiones lleguen al mayor número posible de personas.
La publicación está financiada conjuntamente por la UNESCO y por organismos multilaterales y bilaterales. Actualmente lo sufragan Alemania, Canadá, Dinamarca, Francia, Irlanda, Noruega, Países Bajos, Reino Unido, Suecia y Suiza.

## Preparación del informe
Aunque al elaborar el informe se sigue un programa anual para reunir información relativa a cada uno de los seis objetivos de la EPT, en cada edición se analiza además un tema en particular, elegido por la especial importancia que reviste para el proceso de la EPT.
La preparación del informe está a cargo de un equipo internacional de investigadores y analistas de políticas que desde la Sede de la Unesco en París centraliza las aportaciones técnicas de muy diversos especialistas. El equipo sintetiza la bibliografía especializada y encarga artículos de fondo a investigadores y centros de todo el mundo.
Un grupo asesor formado por especialistas de las distintas regiones marca las pautas para el tema especial que se elige abordar en cada informe. Desde 2005 se vienen organizando consultas en línea para ampliar el alcance del informe y enriquecer su contenido.

## Datos
El Instituto de Estadística de la UNESCO (IEU) asume desde su sede en Montreal la función de recopilar para el informe un ingente número de datos sobre alumnado y personal docente, rendimiento escolar, alfabetización de adultos y gasto en educación.
El Instituto reúne datos procedentes de más de 200 países y territorios, aunque hay lagunas importantes en la cobertura de los datos, y ello hace difícil seguir de cerca la evolución de algunos aspectos de la Educación para Todos, que pueden ir desde la financiación pública hasta la propia enseñanza. A fin de mejorar y acelerar el acopio de datos, el IEU ayuda a los gobiernos a perfeccionar sus propios sistemas y a dotarse de mayor capacidad de análisis.
Para elaborar el informe también se utilizan datos procedentes de encuestas domiciliarias nacionales, de estudios encargados especialmente para ello o de otras fuentes.
En el informe solo se publican datos de calidad garantizada, elaborados de forma que las estadísticas sean comparables entre la mayoría de los países, para lo cual se utiliza la Clasificación Internacional Normalizada de la Educación (CINE). Sin embargo, no todos los países emplean los mismos sistemas de clasificación, hecho que puede generar discrepancias entre los datos nacionales y los que se publican a escala internacional. Al respecto, se destaca el Sistema de Información de Tendencias Sociales y Educativas (SITEAL) y el Sistema de Información sobre la Primera Infancia (SIPI) Archivado el 6 de febrero de 2020 en Wayback Machine. desarrollado por la sede regional del  Instituto Internacional de Planeamiento Educativo de la UNESCO, en el que se ofrece una base de indicadores educativos y sociales estandarizados según la clasificación CINE para 18 países de América Latina. 
También puede haber diferencias ligadas a las estimaciones demográficas nacionales. El IEU calcula varios indicadores utilizando las estimaciones de la División de Población de las Naciones Unidas, que pueden diferir de las que publique cada país.
En términos más generales, el proceso de garantía de calidad entraña un cierto desfase temporal entre la recogida (y, en muchos casos, la publicación) de datos por parte de los gobiernos nacionales y su difusión por parte del IEU para que sean utilizados en este y en otros informes. Cuando tal cosa es posible, en el informe se indican las eventuales discrepancias y deficiencias en los datos.

## Los informes publicados cada año

### Informe de seguimiento de la EPT en el mundo 2011
Una crisis encubierta: conflictos armados y educación
En el informe de 2011 se examinan las funestas consecuencias que tienen los conflictos para los objetivos de la Educación para Todos y se formula una advertencia: los conflictos están privando de educación a 28 millones de niños y exponiéndolos a muy frecuentes actos de violencia sexual, ataques dirigidos contra escuelas y otras agresiones. 
En el informe se expone un plan para proteger el derecho a la educación durante los conflictos, reforzar las prestaciones educativas para niños, jóvenes y adultos afectados por tales situaciones y reconstruir los sistemas educativos en los países recién salidos de una confrontación bélica. En el informe se estudia también el papel que pueden tener las políticas educativas inadecuadas al generar condiciones propicias al estallido de conflictos violentos. 

### Informe de seguimiento de la EPT en el mundo 2010
Llegar a los marginados
En el informe de 2010 se explica que la recesión económica mundial podría engendrar, en muchos de los países más pobres del mundo, una “generación perdida” de niños cuyas perspectivas vitales habrán sufrido un dapito
rgen y se analizan soluciones concretas para lograr que no haya ningún niño sin escolarizar.

### Informe de seguimiento de la EPT en el mundo 2009
Superar la desigualdad: por qué es importante la gobernanza
Pese a lo mucho que se ha avanzado, millones de niños, jóvenes y adultos siguen privados de una educación de buena calidad y de los beneficios que trae consigo. Esta desigualdad de oportunidades está minando los progresos hacia la consecución de la Educación para Todos en 2015.
¿Quiénes son esas personas y colectivos? ¿Qué obstáculos afrontan? ¿Cómo pueden las políticas de gobernanza ayudar a romper el círculo vicioso de las desventajas y la pobreza? ¿Cuáles son las políticas que funcionan? ¿Está integrada la reforma de la educación en planes de alcance más general? ¿Está respondiendo la comunidad internacional a sus compromisos?

### Informe de seguimiento de la EPT en el mundo 2008
Educación para Todos en 2015 - ¿Alcanzaremos la meta?
Llegados a la mitad del proceso, el informe de 2008 está dedicado a evaluar el estado del mundo en cuanto al compromiso de proporcionar educación básica de calidad a todos los niños, jóvenes y adultos para 2015.
¿Qué políticas y programas educativos han dado buenos resultados? ¿Cuáles son las principales dificultades? ¿Cuánta ayuda externa se necesita? ¿Está siendo canalizada correctamente?

### Informe de seguimiento de la EPT en el mundo 2007
Bases sólidas - Atención y educación de la primera infancia
Los primeros años de la infancia constituyen un periodo de notable transformación y gran vulnerabilidad del niño. Los programas que contribuyen a la atención y educación de los pequeños antes de su ingreso en la escuela primaria permiten sentar bases sólidas para su aprendizaje y desarrollo ulteriores y ayudan a compensar las desventajas y la exclusión, abriendo así un camino para salir de la pobreza.
En el informe de 2007 se exhorta a los países a ampliar y mejorar la atención y educación de la primera infancia (AEPI), entendida como un conjunto de servicios de salud, nutrición y atención que se dispensan a los niños pequeños, además de la educación. Aunque son los niños de medios desfavorecidos quienes mayores beneficios obtienen de la AEPI, son pocos los países en desarrollo y los organismos donantes que le dan prioridad.

### Informe de seguimiento de la EPT en el mundo 2006
La alfabetización, un factor vital
En el informe de 2006 se destaca un objetivo desatendido, el de la alfabetización, que es un elemento esencial no solo para lograr la EPT sino también, de modo más general, para alcanzar el objetivo supremo de reducir la pobreza humana.
La creación de sociedades alfabetizadas exige una estrategia que se declina en tres ejes: escolarización de calidad, programas dirigidos a jóvenes y adultos y promoción de entornos alfabetizados.

### Informe de seguimiento de la EPT en el mundo 2005
Educación para Todos - El Imperativo de la calidad
La calidad es un elemento medular de la educación, que no solo influye en lo que aprenden los alumnos, sino también en la eficacia de su aprendizaje y en los beneficios que obtienen de la instrucción recibida. Los gobiernos, a la vez que se esfuerzan por extender la educación básica, tienen que responder al desafío de mantener y mejorar su calidad. 
Las evaluaciones realizadas ponen de manifiesto que ello dista de ser el caso en muchos países. En este informe se exponen las políticas fundamentales para mejorar el proceso de enseñanza y aprendizaje, especialmente en los países de bajo nivel de renta. 

### Informe de seguimiento de la EPT en el mundo 2003/04
Educación para Todos - Hacia la igualdad entre los sexos
Todos los países se comprometieron a acabar con la disparidad entre los sexos en la educación primaria y secundaria para 2005. Según el informe de 2003/2004, había 54 países que probablemente no cumplirían este objetivo. Las niñas representaban más del 56 por ciento del total de 104 millones de niños sin escolarizar, y las mujeres más de dos tercios de los 860 millones de personas analfabetas del mundo.
Pero la igualdad no se resume únicamente a una serie de cifras. También supone gozar de las mismas oportunidades de aprender, de igualdad de tratamiento en la escuela y de idénticas posibilidades de empleo, sueldo y participación ciudadana. En este informe se destacan prácticas que surten efectos tangibles y se proponen una serie de prioridades para las estrategias nacionales.

### Informe de seguimiento de la EPT en el mundo 2002
Educación para Todos - ¿Va el mundo por el buen camino?
Al despuntar el nuevo siglo, los gobiernos y la comunidad internacional establecieron metas para mejorar radicalmente, en el curso de los 15 años siguientes, las posibilidades de educación ofrecidas a los niños, jóvenes y adultos. La educación, subrayaron, es vital para reducir la pobreza en el mundo y promover un futuro más equitativo, pacífico y sostenible.
¿Están a la altura de sus promesas? En el primer Informe de seguimiento de la EPT en el mundo se lanza esta advertencia: “casi una tercera parte de los habitantes del planeta vive en países en los que alcanzar los objetivos de la EPT sigue siendo un sueño, y no una propuesta realista, a menos que se haga un esfuerzo enérgico y concertado.”

## Directores
- Kevin Watkins, director actual
- Nick Burnett, informes del 2006, 2007, 2008
- Christopher Colclough, informes del 2002, 2003/4, 2005